# Helsinška stolnica
Helsinška stolnica (finsko Helsingin tuomiokirkko, Suurkirkko; švedsko Helsingfors domkyrka, Storkyrkan je finska evangeličansko-luteranska stolnica škofije Helsinki, ki stoji v soseski Kruununhaka v središču Helsinkov na Finskem, na Senatnem trgu. Cerkev je bila prvotno zgrajena od leta 1830 do 1852 kot poklon velikemu vojvodi Finske, ruskemu carju Nikolaju I. Znana je bila tudi kot cerkev svetega Nikolaja (finsko Nikolainkirkko, švedsko Nikolajkyrkan), dokler Finska leta 1917 ni razglasila svoje popolne neodvisnosti. It is a major landmark of the city, Je glavna znamenitost mesta in ena najbolj znanih zgodovinskih struktur na Finskem kot celoti, gledano globalno.

## Opis
Stavba v neoklasicističnem slogu je značilna znamenitost v mestni pokrajini Helsinkov z visoko, zeleno kupolo, obdano s štirimi manjšimi kupolami. Zasnoval ga je Carl Ludvig Engel kot vrhunec svoje ureditve Senatnega trga: obkrožajo ga druge, manjše stavbe, ki jih je zasnoval sam.
Tloris cerkve je grški križ (kvadratno središče in štirje enakostranični kraki), simetričen v vsaki od štirih kardinalnih smeri, pri čemer ima pročelje vsakega kraka kolonado in pediment. Engel je prvotno nameraval postaviti nadaljnjo vrsto stebrov na zahodnem koncu, da bi označil glavni vhod nasproti vzhodnega oltarja, vendar to ni bilo nikoli zgrajeno.
- Stolnica in stopnice
- Zračni posnetek z vrha leta 1976, ki prikazuje obliko stolnice
- Posnetek iz leta 2015, ki prikazuje zadnji del stolnice in pogled na morje
- Stolnica od morja

## Zgodovina
Potem ko so leta 1812 Helsinki postali prestolnica Finske, je Aleksander I. Ruski leta 1814 odredil, da se 15 odstotkov davka na uvoz soli zbere v sklad za dve cerkvi, eno luteransko in eno pravoslavno. Stolnica je bila zgrajena na mestu manjše cerkve Ulrike Eleonore (Helsinki) iz let 1724–1727, ki je bila posvečena svoji pokroviteljici, Ulriki Eleonori, kraljici Švedske. Helsinška stara cerkev je bila zgrajena med letoma 1824 in 1826 v bližnjem Kamppiju, da bi služila župniji med rušenjem cerkve Ulrike Eleonore in do posvetitve nove stolnice. Zvonovi stare cerkve so bili ponovno uporabljeni v stolnici. Gradnja stolnice se je začela leta 1830, čeprav je bila uradno odprta šele 15. februarja 1852. Engel je umrl leta 1840.
Stavbo je pozneje spremenil Engelov naslednik Ernst Lohrmann, katerega štiri majhne kupole poudarjajo arhitekturno povezavo z modeli cerkev, Cerkev svetega Izaka in kazansko cerkvijo v Sankt Peterburgu. Lohrmann je zasnoval tudi dve dodatni stavbi ob straneh stopnic: gledano s trga je leva stavba zvonik, desna stavba pa kapela. Prav tako je leta 1849 postavil kipe dvanajstih apostolov, večje od naravne velikosti, na vrhove in vogale strešne linije. Izklesala sta jih August Wredov in Hermann Schievelbein, vlil pa S. P. Devaranne v Berlinu v letih 1845–1847. Oltarno sliko je naslikal Carl Timoleon von Neff, cerkvi pa jo je podaril cesar Nikolaj I. Stolnično kripto sta v 1980-ih prenovila arhitekta Vilhelm Helander in Juha Leiviskä za uporabo pri razstavah in cerkvenih funkcijah; Helander je bil odgovoren tudi za konzervatorska popravila na stolnici v poznih 1990-ih.
Danes je stolnica ena najbolj priljubljenih turističnih znamenitosti Helsinkov. Leta 2018 je bilo pol milijona obiskovalcev. Cerkev se redno uporablja za bogoslužje in posebne dogodke, kot so poroke.
- Cerkev Ulrike Eleonore 1816–1817, približno na severozahodnem delu trga
- Izvirna skica stolnice Engela
- Še ena Engelova skica s pripadajočimi stavbami
- Litografija cerkve iz leta 1838, preden so bile zgrajene stranske stavbe. Stavba straže pred stolnico je bila v 1840-ih porušena in nadomeščena z velikimi stopnicami.
- 1867 fotografija z juga
- 1907 služba z vladnimi uradniki na dan prvega letnega zasedanja finskega parlamenta
- Različica snežne skulpture stare cerkve Ulrike Eleonore, ki je bila zgrajena na trgu leta 2000 (zgrajena tudi enkrat prej leta 1997)[12]

## V popularni kulturi
Uvodna sekvenca videospota za pesem Sandstorm Darudeja je bila posneta na Senatnem trgu, v ozadju pa je vidno prikazana stolnica.